# Планетарни систем
Планетарни систем садржи све незвездане објекте који орбитирају око једне звезде. Објекти који могу да сачињавају планетарни систем су планете, природно сателити, астероиди, комете, метеориди и прашина. Централна звезда не припада самом планетарном систему. Сунце са својим планетарним системом, у којем се налази и планета Земља, чини Сунчев систем. Планетарни систем може да се односи и на систем објеката око једне планете заједно са њом. Рецимо, Јупитеров планетарни систем чине Јупитер и сви објекти који круже око њега. То су сателити, прстенови, прашина и повремено нека планетарна сонда са Земље. Планетарни систем је скуп гравитацијски везаних незвезданих објеката у или изван орбите око звезда или звезданих система. Генерално говорећи, системи с једним или више планета чине планетарни систем, мада се такви системи могу састојати и од тела попут патуљастих планета, астероида, природних сателита, метеороида, комета, планетезимала и циркумстеларних дискова. Сунце заједно с планетама који се врте око њега, укључујући Земљу, познато је као Сунчев систем. Израз егзопланетарни систем или екстрасоларни планетарни систем понекад се користи у односу на остале планетарне системе.
Планетарни системи настају из протопланетарних дискова. Протопланетарни дискови израђени су од прашине и леда који се обликују око нових звезда. С временом се честице у тим дисковима почну накупљати и формирати мале лоптице материје познате као планете, прва фаза еволуције планета. Ти планетични елементи привлаче више материје својим гравитационим повлачењем све док не досегну величину планета. Овај процес формације објашњава зашто су све планете у нашем Сунчевом систему у орбиталној равни. Сунчев систем се састоји од унутрашње регије малих стеновитих планета и спољне регије великих плиновитих дивова. Међутим, и други планетарни системи могу имати прилично различите архитектуре. Студије сугерирају да архитектуре планетарних система зависе од услова њиховог почетног формирања. Пронађени су многи системи с врућим Јупитерима, врло близу звезде. Предложене су теорије, попут планетарне миграције или распршења, за формирање великих планета у близини њихових матичних звезда. Тренутно је пронађено да је неколико система аналогно Сунчевом систему са земаљским планетима близу матичне звезде. Чешће су откривени системи који се састоје од више суперземаља.
Прва планета изван нашег Сунчевог система откривен је 1988. године. Позната је као егзопланета, јер не припада нашем Сунчевом систему. Открио ју је тим два канадска универзитета и њено постојање је потврђено 1991. године. Названа је Латамова планета по откривачу и службено познат као HD 114762 b. За астробиологију је посебно занимљива зона планетарних система у којој би планете могле имати површинску течну воду, а самим тим и капацитет за живот налик Земљи. До сада је Земља једина планета за коју је познато да има текућу воду, али у свемиру постоји мноштво планетарних система који још нису откривени.

## Извор планетарних система и њихова еволуција
Уобичајено мишљење је да планетарни системи настају приликом стварања звезда. Од протозвезде настане звезда, а од протопланетарног диска, акрецијом, настаје планетарни систем. Још једна могућност је настанак планетарног система приликом случајних блиских сусрета звезда.

## Планетарни системи око других звезда
Крајем деведесетих година двадесетог века човек је успео да пронађе доказе о постојању планета изван Сунчевог система. Откриће других планетарних система постало је могуће након изградње моћних оптичких телескопа на Земљи и развоја посебних електронских уређаја, (дигиталних камера) са CCD чиповима, рачунарских техника обраде података, и развоја доступних и јефтиних рачунарских мрежа.
Прва вансоларна планета, као и први вишеструки планетарни систем, откривен је око пулсара PSR B1257+12. 
Досад откривене вансоларне планете углавном су планете Јупитеровог типа, тј. то су планете веома великих димензија или како се још називају гасовити џинови. Ипак развој технике је омогућио да сазнамо и за вансоларне планете величине Земље.

## Архитектура планетарног система

### Планете и звезде
Најпознатије егзопланете окружују звезде приближно сличне Сунцу, то јест звезде главног низа спектралних категорија F, G или K. Један од разлога је што су се програми претраживања планета углавном концентрисали на такве звезде. Уз то, статистичке анализе показују да звезде ниже масе (црвени патуљци, спектралне категорије M) имају мању вероватноћу да ће имати планете довољно масивне да буду детектоване методом радијалне брзине. Ипак, неколико десетина планета око црвених патуљака свемирски телескоп Кеплер открио је транзитном методом, која може открити мање планете.

### Циркумстеларни дискови и облаци прашине
Након планета, циркуларни дискови једно су од најчешће проматраних својстава планетарних система, посебно младих звезда. Сунчев систем поседује најмање четири главна циркуларна диска (астероидни појас, Којперов појас, Расејани диск i Ортов облак) и јасно видљиви дискови откривени су око оближњих соларних аналога, укључујући Епсилон Еридана и Тау Сети. На темељу проматрања бројних сличних дискова претпоставља се да су прилично уобичајена обележја звезда на главном низу.
Међупланетарни облаци прашине проучавани су у Сунчевом систему, а верује се да су аналози присутни и у другим планетарним системима. Егзозодијачка прашина, егзопланетарни аналог зодијакалне прашине, зрнца аморфног угљеника и силикатне прашине величине 1–100 микрометра које испуњавају раван Сунчевог система откривена је око 51 Опхиучи, Фомалхаута, Тау Сетија, и Веге.

## Зоне

### Настањива зона
Циркумстеларна настањива зона око неке звезде је регија у којој је температура управо она која омогућава течну воду на планети; то јест, не превише близу звезде да би вода испарила и није превише далеко од звезде да би се вода смрзнула. Топлота коју производе звезде варира зависно од величине и старости звезде, тако да зона становања може бити на различитим удаљеностима. Такође, атмосферски услови на планети утичу на способност планете да задржи топлоту, тако да је положај настањене зоне такође специфичан за сваку врсту планета.
Настањиве зоне обично су одређене у односу на површинску температуру; међутим, више од половине Земљине биомасе долази из подземних микроба а температура расте како се иде дубље у подземље, тако да подземље може бити погодно за живот кад је површина замрзнута и ако се то узме у обзир, настањива зона проширује се много даље од звезде.

### Венерина зона
Венерина зона је регија око звезде у којој би земаљска планета имала одбегле стакленичке услове попут Венере, али не толико близу звезде да атмосфера потпуно испарава. Као и у насељеној зони, локација Венере зависи од неколико чинилаца, укључујући врсту звезде и својства планета као што су маса, брзина ротације и атмосферски облаци. Истраживања података Кеплерове свемирске летелице показују да 32% црвених патуљака потенцијално има планете налик Венери на темељу величине планета и удаљености од звезде, повећавајући се на 45% за звезде типa K i G. Идентификовано је неколико кандидата, али потребно је спектроскопско праћење њихових атмосфера да би се утврдило да ли су попут Венере.